# Việt Thắng (xã)
Việt Thắng là một xã thuộc huyện Phú Tân, tỉnh Cà Mau, Việt Nam.

## Địa lý
Xã Việt Thắng nằm ở phía đông huyện Phú Tân, có vị trí địa lý:
- Phía đông giáp huyện Cái Nước
- Phía tây giáp xã Rạch Chèo và xã Tân Hưng Tây
- Phía nam giáp huyện Năm Căn
- Phía bắc giáp xã Phú Thuận và huyện Cái Nước.

Xã  Việt Thắng có diện tích 39,54 km², dân số năm 2022 là 11.391 người, mật độ dân số đạt 288 người/km².

## Hành chính
Xã Việt Thắng được chia thành 8 ấp: Bào Chấu, Dân Quân, Hiệp Thành, Kiến Vàng A, Kiến Vàng B, Má Tám, So Đũa, Tân Thành.

## Lịch sử
Ngày 25 tháng 7 năm 1979, Hội đồng Chính phủ ban hành Quyết định số 275-CP về việc thành lập xã Việt Thắng thuộc huyện Phú Tân trên cơ sở một phần của xã Việt Khái.
Ngày 17 tháng 5 năm 1984, Hội đồng Bộ trưởng ban hành Quyết định 75-HĐBT về việc sáp nhập huyện Phú Tân vào huyện Cái Nước. Xã Việt Thắng thuộc huyện Cái Nước.
Ngày 14 tháng 2 năm 1987 của Hội đồng Bộ trưởng ban hành Quyết định số 33B-HĐBT về việc sáp nhập một phần dân số và diện tích của xã Việt Hùng để sáp nhập vào xã Việt Thắng.
Xã Việt Thắng có 3.779 hécta đất và 7.551 nhân khẩu.
Ngày 2 tháng 2 năm 1991, Ban Tổ chức Chính phủ ban hành Quyết định số 51/QĐ-TCCP về việc sáp nhập xã Việt Thắng vào xã Trần Thới.
Ngày 25 tháng 6 năm 1999, Chính phủ ban hành Nghị định số 42/1999/NĐ-CP về việc thành lập xã Việt Thắng thuộc huyện Cái Nước trên cơ sở có 3.865,27 ha diện tích tự nhiên và 10.300 nhân khẩu của xã Trần Thới.
Ngày 17 tháng 11 năm 2003, Chính phủ ban hành Nghị định số 138/2003/NĐ-CP về việc chuyển xã Việt Thắng thuộc huyện Cái Nước về huyện Phú Tân mới tái lập quản lý.